# Papier gommé
Le papier gommé est un papier dont une des faces est enduite, en tout ou partie, de gomme. Après avoir été humecté, il colle sur la plupart des surfaces.
On le trouve dans les timbres, les enveloppes, le papier à cigarette, les bandes de papier kraft enduites de gomme arabique qui servent pour l'aquarelle. À la différence du ruban adhésif, on décolle le papier gommé sans dégâts en le mouillant copieusement.